# Смрт годишњег доба
Смрт годишњег доба је југословенски ТВ филм из 1988. године. Режирао га је Мирослав Микуљан а сценарио су написале Олга Остојић Белча и Марија Пеакић Микуљан.

## Улоге
| Глумац              | Улога            |
| ------------------- | ---------------- |
| Андријана Виденовић | Лина             |
| Предраг Лаковић     | Цика Зо          |
| Божидар Алић        | Иван             |
| Тихомир Станић      | Петар            |
| Маја Сабљић         | Ана              |
| Тихомир Арсић       | Давид            |
| Дубравко Јовановић  | Саша             |
| Ивана Пејчић        | Глумица Катарина |

Остале улоге  ▼
| Глумац            | Улога |
| ----------------- | ----- |
| Далибор Ђаковић   | Дечак |
| Милица Ивков      |       |
| Хана Штарк        |       |
| Владимир Попивода |       |